# .museum
.museum是一个在域名系统中专门面向博物馆、博物馆协会、国际博物馆协会所定义的博物馆界的个别团体或成员所开放的赞助顶级域名（sTLD）。
保罗·盖蒂信托基金和国际博物馆协会联合成立博物馆域名管理协会（MuseDoma），以Cary Karp为领导人，向互联网名称与数字地址分配机构（ICANN）提交申请新的通用頂級域（gTLD）。.museum域名2001年10月20日进入DNS根，是第一个通过ICANN制定的赞助顶级域名。
这个域名的用途是为了保留一段DNS名称空间给博物馆使用，约定博物馆界所定义的一个名称空间。博物馆顶级域名授予用户一个快速、直观的方式来辨别遗址博物馆的真伪。反过来说，正因为它是一种正式的第三方认证，使用这个域名的博物馆可以确保访客有效浏览。
除了博物馆章程中规定的资格要求，一些命名约定也适用于标签的子域。国际化域名的广泛支持也被引入，例如about.museum。
注册申请途径是处理认可注册。